# Hans Langendörfer
Hans Langendörfer (ur. w 1951 w Bonn) – niemiecki duchowny katolicki, sekretarz generalny Konferencji Episkopatu Niemiec w latach 1996–2021.

## Życiorys
W 1979 otrzymał święcenia kapłańskie w Towarzystwie Jezusowym. W 1986 uzyskał doktorat z teologii moralnej na Uniwersytecie w Bonn.
27 lutego 1996 został wybrany sekretarzem generalnym Konferencji Episkopatu Niemiec.